# Atsuko Enomoto
Atsuko Enomoto (榎本 温子?, Enomoto Atsuko; Tokyo, 1º novembre 1979) è una doppiatrice giapponese.
Il suo primo ruolo è stato quello di Yukino Miyazawa nelle Situazioni di Lui & Lei.

## Doppiaggio

### Anime
- Yukino Miyazawa in Le situazioni di Lui & Lei
- Mai Mishō/Cure Egret/Cure Windy in Pretty Cure Splash Star, Pretty Cure Splash Star - Le leggendarie guerriere e Power of Hope: Pretty Cure Full Bloom
- Bset in .hack//Roots
- A-20 in .hack//SIGN
- Misaki Suzuhara in Angelic Layer
- Mimi in Baby Felix
- Scarlet in Argento Soma
- Ayaka Takeuchi in Bokura ga ita
- Sanae Nakazawa in Captain Tsubasa Road to 2002
- Emi Sendō in Cardfight!! Vanguard
- Yuuki Aoyama in Chance Pop Session
- Yukine Miyazawa in Clannad
- Aya Konishi in UFO Baby
- Rinna Charat in Di Gi Charat Nyo
- Ferina, Chiara in Element Hunters
- Rinna Charat in Panyo Panyo Di Gi Charat
- Sena Asakawa in Gift ~eternal rainbow~
- Emi Tabuchi in Glass Mask (2005)
- Tomomi Fujino in Gunparade Orchestra
- Triela in Gunslinger Girl -Il Teatrino-
- Asumi Nase in Hikaru no Go
- Mika Ohgami in Kagihime Monogatari Eikyuu Alice Rondo
- Aine Yukimura in Kaikan Phrase
- Kotoko in The Legend of Black Heaven
- Shiyon in Monkey Typhoon
- Megumi Akiba in Nurse Witch Komugi
- Nanna in Platinumhugen Ordian
- Miki, Kurumi, Hinata in Pokémon
- Marcia Saotome in Ryusei Sentai Musumet
- Otone Hokke in Soreyuke! Gedou Otometai
- Megumi Akiba in The SoulTaker
- Akiho Maya in Starship Operators
- Kurumi in Steel Angel Kurumi
- Mai Mishō/Cure Egret/Cure Windy in Eiga Pretty Cure All Stars DX - Minna tomodachi Kiseki no zenin daishūgō!
- Mai Mishō/Cure Egret/Cure Windy in Eiga Pretty Cure All Stars DX 2 - Kibō no hikari Rainbow Jewel wo mamore!
- Mai Mishō/Cure Egret/Cure Windy in Eiga Pretty Cure All Stars DX 3 - Mirai ni todoke! Sekai wo tsunagu Niji-iro no hana
- Mai Mishō/Cure Egret in Eiga Pretty Cure All Stars New Stage 3 - Eien no tomodachi
- Mai Mishō/Cure Egret in Eiga HUGtto! Pretty Cure Futari wa Pretty Cure - All Stars Memories

### OVA
- Mistral in .hack//Unison
- Mitsuki Aasu in Puni Puni Poemy
- Ranna in Netrun-mon

### Videogiochi
- Mistral in .hack//Infection, .hack//Mutation, .hack//Outbreak, .hack//Quarantine e .hack//Link
- A-20 in .hack//Mutation e .hack//Outbreak
- Michiru Tajima in .hack//G.U. Vol. 1//Rebirth, .hack//G.U. Vol. 2//Reminisce e .hack//G.U. Vol. 3//Redemption
- Aina in .hack//G.U. Vol. 3//Redemption e .hack//G.U.: Last Recode
- Alice in 10,000 Bullets
- Delma in Arc - Il tramonto degli Spiriti
- Mist in Fire Emblem: Path of Radiance e Fire Emblem Heroes
- Riana in Lupin the 3rd: Lost Treasure Under the Sea
- Karin Hanamatsuri in Memories Off
- Natsume Izayoi in Galaxy Angel II Mugen Kairō no Kagi
- Sophia Esteed, Ameena Leffeld in Star Ocean: Till the End of Time
- Ainna in Summon Night EX: Thesis Yoake no Tsubasa
- Evian in Tomak: Save the Earth Love Story
- Yukine Miyazawa in Clannad Full Voice
- Alice in Tsukiyo ni Saraba

### Ruoli di doppiaggio
- Kelsi Nielsen in High School Musical
- Princess Clara in Drawn Together